# Gregor Frenkel Frank
Gregor Frenkel Frank (officieel Gregor Maximilian Frenkel; München, 30 maart 1929 – Badhoevedorp, 28 oktober 2011) was een Nederlands acteur, presentator en tekstschrijver. Hij was de jongere broer van Dimitri Frenkel Frank.

## Levensloop
Frenkel Frank werd geboren te München als zoon van de caféviolist Jakob Georg Frenkel (artiestennaam Gregor Frank) en Wally Alice Klara Malitz. Hij kwam via Dresden en Berlijn in 1936 naar Nederland. Frenkel Frank studeerde van 1947 tot 1949 aan Nijenrode, in dezelfde klas als Albert Heijn en Michel van der Plas.
Hij schreef teksten voor radio, televisie zoals Open en Bloot, boeken en tijdschriften. Hij scoorde samen met andere schrijvers een hit voor Kamahl door het schrijven van de grote hit The Elephant Song in 1975. Frenkel Frank was enkele jaren schrijver en presentator van het programma KRO's Cursief, schreef zeven jaar lang alle liedjes voor Brandpunt in de markt en werkte als schrijver en presentator in verschillende programma's samen met Jules de Corte en Syta Bolt, onder leiding van Jos Timmer.
Naast het schrijven en presenteren speelde Frenkel Frank ook in films, onder andere van zijn broer Dimitri, en in drie krimi's als Duits acteur. Verder vertaalde hij zeven toneelstukken voor Luc Lutz en de dertig afleveringen van de televisieserie Ha, die Pa! uit het Engels, en was hij actief in de reclamewereld. De laatste jaren van zijn carrière was Frenkel Frank vooral bekend als vast panellid in het programma Ook dat nog!, waar hij van 1989 tot 2003 deel van uitmaakte.
In 2007 werd hij getroffen door een hersenbloeding. Hij raakte zijn geheugen voor het grootste deel kwijt.
Frenkel Frank overleed op 82-jarige leeftijd. Zijn vrouw Jopie overleed eind juli 2013.

## Boeken[4]
- Ja heren, ik eh ... : ik ben toevallig de directeur dus doet u 't er maar mee (1976)
- Een piepklein feestje (1976)
- Ja heren, ik eh .... (1977, eerder verschenen in NRC Handelsblad)
- Duimzuigen : een stuk of dertig lieve, gekke, droevige, belachelijke en vooral korte verhaaltjes (1979)
- Patsers en prolurken (columns, 1991)
- Van de prins geen kwaad : gekke, vieze, lieve, rare rijmpjes voor het slapen gaan (1997)
- Wormer morgana en andere verhalen (ter gelegenheid van het vijfentwintigjarig bestaan van Inmerc BV, 1998)
- Het Huis Hajenius (2001, met cd; Hajenius is een Nederlands sigarenmerk)
- Those were the days : herinneringen van een reclameman (2003)
- Plus dat nog! (columns, 2003)
- Brief aan mijn vader : de Stehgeiger, chef d'orchestre Georg Frank (2004, met cd)